# Sâniob (gmina)
Sâniob (do 2012: Ciuhoi) – gmina w Rumunii, w okręgu Bihor. Obejmuje miejscowości Cenaloș, Ciuhoi, Sâniob i Sfârnaș. W 2011 roku liczyła 2333 mieszkańców.